# Louis-Martin de Courten
Louis-Martin de Courten né le 11 novembre 1835 à Sierre et mort le 4 mars 1937 à Nancy (France), est une personnalité militaire suisse. Il fut notamment le 22e commandant de la Garde suisse pontificale.

## Biographie
Fils de Louis de Courten, le comte Louis-Martin de Courten était issu d’une famille aristocratique d’origine lombarde. 
Après avoir commencé ses études au collège de Sion, il embrasse bientôt la carrière militaire dans le rang des zouaves pontificaux. Lors de la dissolution de l’unité en 1870, le comte de Courten retourne en Suisse et devient secrétaire du Conseil communal de Sierre, sa ville natale entre 1873 et 1878, puis sous-préfet du District de Sierre.
En 1878, le pape Léon XIII le nomme colonel, commandant de la Garde suisse. En 1886, il épousa à Pont-à-Mousson la veuve Anne de Turmel. 
En 1901, il quitte son service, transfère sa résidence à Nancy et y gère sa fortune. Dans les années 1918 à 1930, il se rendit à maintes reprises en Valais. Il meurt à Nancy en 1937 à l'âge de 101 ans.

## Distinctions
États pontificaux
- Chevalier Grand-Croix de l'Ordre de Pie IX
- Chevalier de l'Ordre de Saint-Sylvestre
- Croix de Mentana
- Médaille de Castelfidardo